# Houston Roughnecks (2024)
| Houston Roughnecks | Houston Roughnecks                                              |
| Gegründet 2021 Spielen in Houston, Texas | Gegründet 2021 Spielen in Houston, Texas                        |
| --- | --------------------------------------------------------------- |
| \| \| \| \| \| \| |                                                                 |
| Liga |                                                                 |
| - USFL (2022–23) South Division - UFL (2024–) USFL Conference                                                                                 |                                                                 |
| Personal |                                                                 |
| Head Coach | Mike Nolan                                                      |
| Teamgeschichte |                                                                 |
| Teamnamen | - Houston Gamblers (2022-2023) - Houston Roughnecks (seit 2024) |
| Erfolge |                                                                 |
| Meisterschaften (0) |                                                                 |
| Play-off-Teilnahmen (0) |                                                                 |
| Stadien |                                                                 |
| - Protective Stadium/Legion Field, Birmingham, Alabama (2022) - Simmons Bank Liberty Stadium, Memphis, Tennessee (2023) - Rice Stadium (2024) |                                                                 |
| |                                                                 |
| |                                                                 |

Die Houston Roughnecks sind ein professionelles American-Football-Team aus Houston, Texas. Die Roughnecks spielen in der United Football League (UFL).
Die Mannschaft wurde 2022 als Gründungsmitglied der „neuen“ United States Football League (USFL) als Houston Gamblers gegründet. Der Name wurde vom Team in der „alten“ USFL der 1980er Jahre übernommen. Nach der Fusion der USFL mit der XFL im Jahr 2024 wurden das Team in die neue UFL übernommen, übernahm jedoch Name und Branding des XFL-Teams Houston Roughnecks.

## Geschichte

### Houston Gamblers (2022–2023)
Die Houston Gamblers waren eines von acht Teams, die am 22. November 2021 offiziell als USFL-Franchise angekündigt wurden. Die USFL trug vor dem Hintergrund der Covid-19-Pandemie alle Spiele der regulären Saison 2022 in einem „Hub“ in Birmingham, Alabama aus. In der Saison 2023 verteilte man die Spiele auf vier „Hubs“, wobei die Gamblers ihre „Heimspiele“ im Simmons Bank Liberty Stadium im Memphis austrugen.
Anfang Januar 2022 wurde der ehemalige NCAA-Coach zum Kevin Sumlin General Manager und Head Coach der Gamblers ernannt. Die Gamblers gewannen das zweite Spiel der Ligageschichte  am 17. April 2022 mit 17:12 gegen die Michigan Panthers. Danach folgten jedoch sieben Niederlagen in Folgen. Trotz zweier weiterer Siege in den letzten beiden Spielen landeten die Gamblers auf dem letzten Platz der South Division.
Nach der Saison wurde Bob Morris als General Manager verpflichtet. Nach dem Rücktritt von Sumlin im Januar 2023 wurde Curtis Johnson als neuer Head Coach vorgestellt. Die Gambler konnten die reguläre Saison mit einer ausgeglichenen Bilanz abschließen, verpassten als Dritter der Division jedoch die Playoffs.

### Houston Roughnecks (seit 2024)
Im September 2023 berichtete Axios, dass die USFL in Gesprächen mit der XFL bezüglich einer Fusion der Ligen sei. Am 31. Dezember 2023 wurde die Fusion zur United Football League offiziell bekannt gegeben. Am 1. Januar 2024 wurden die Roughnecks als eines von vier Teams der USFL bestätigt, die in die UFL übernommen werden. Dabei übernahmen die Gamblers jedoch den Namen des XFL-Teams Houston Roughnecks, welches seit 2020 in Houston spielte.

## Statistik

### Spielzeiten
| Saison             | Liga  | Division/ Conference | Reguläre Saison | Reguläre Saison | Reguläre Saison | Reguläre Saison | Reguläre Saison | Reguläre Saison | Reguläre Saison | Reguläre Saison | Playoffs |
| Saison             | Liga  | Division/ Conference | Platz           | Spiele          | S               | N               | SQ              | P+              | P−              | Diff            | Playoffs |
| ------------------ | ----- | -------------------- | --------------- | --------------- | --------------- | --------------- | --------------- | --------------- | --------------- | --------------- | -------- |
| Houston Gamblers   |       |                      |                 |                 |                 |                 |                 |                 |                 |                 |          |
| 2022               | USFL  | South Division       | 4.              | 10              | 3               | 7               | 0,200           | 196             | 208             | −12             | –        |
| 2023               | USFL  | South Division       | 3.              | 10              | 5               | 5               | 0,500           | 223             | 236             | −13             | –        |
| Houston Roughnecks |       |                      |                 |                 |                 |                 |                 |                 |                 |                 |          |
| 2024               | UFL   | USFL Conference      | 4.              | 10              | 1               | 9               | 0,100           | 158             | 233             | –75             | –        |
| 2025               | UFL   | USFL Conference      |                 |                 |                 |                 |                 |                 |                 |                 |          |
| Summe              | Summe | Summe                | Summe           | 30              | 9               | 21              | 0,300           | 577             | 677             | –100            |          |